# Aeromys tephromelas
Aeromys tephromelas is een zoogdier uit de familie van de eekhoorns (Sciuridae). De wetenschappelijke naam van de soort werd voor het eerst geldig gepubliceerd door Albert Günther in 1873.

## Verspreidingsgebied
De soort wordt aangetroffen in Brunei, Indonesië, Maleisië en Thailand.